# Санто Стефано (Фрозиноне)
Санто Стефано је насеље у Италији у округу Фрозиноне, региону Лацио.
Према процени из 2011. у насељу је живело 58 становника. Насеље се налази на надморској висини од 282 м.